# Josep Maria Turull i Garriga
Josep Maria Turull i Garriga (Parets, Barcelona, 5 de febrero de 1966) es un sacerdote y bibliotecario español. Fue ordenado presbítero el 22 de diciembre de 1991. Se licenció en Teología Sistemática en la Facultad de Teología de Cataluña. Fue enviado a realizar los estudios de doctorado en teología en la Pontificia Universidad Gregoriana de Roma. Tiene el título en biblioteconomía por la Escuela Vaticana de Biblioteconomía de la Biblioteca Apostólica Vaticana y el de archivística por la Escuela Vaticana de Paleografía, Diplomática y Archivística del Archivo Apostólico Vaticano.

## Trayectoria eclesiástica
Fue vicario de las parroquias de Santa María de Barberá y de la de Nuestra Señora de los Ángeles de Barcelona, así como rector de la parroquia de San Raimundo de Peñafort. Fue vicario episcopal de la Zona 2 (Barcelona). Entre el 2005 y el 2018 fue rector del Seminario Conciliar de Barcelona y del Seminario Menor. El año 2009 fue creado canónigo de la Catedral de Barcelona. Desde 2011 era el encargado de las celebraciones litúrgicas a la basílica de la Sagrada Familia y el 29 de septiembre de 2018 inició su servicio como primer rector de la parroquia y de la basílica de la Sagrada Familia, y fue nombrado Director del Secretariado Diocesano de Turismo, Peregrinaciones y Santuarios.
En 2019 fue nombrado Prior de la Capilla de San Jorge del Palacio de la Generalidad de Cataluña, en sustitución de Joan Evangelista Jarque, que lo fue durante 42 años. Y desde 2018 es también director de la Biblioteca Pública Episcopal del Seminario de Barcelona. Es profesor a la Facultad de Teología de Cataluña.
Otros cargos que ocupa son: vicepresidente de la Fundación Blanquerna (desde 2013), consiliari diocesano del Movimiento de Profesionales Católicos de Barcelona (MPCB) (desde 2017), y vicepostulador de la causa de beatificación de Antonio Gaudí (desde 2019)

## Publicaciones
Junto con el también presbítero Lluis Serrallach Garcia publicó en 1999 una separata con el Catálogo de los incunables de la Biblioteca Pública Episcopal del Seminario de Barcelona, publicada también en el volumen 24, número 2 de aquel mismo año en la Revista Catalana de Teología. También es autor, en colaboración con José Ramón Porras y Juan José Tuñón, del Catálogo de los libros de los siglos XVI y XVII en la biblioteca del Pontificio Colegio Español de San José en Roma (pro manuscripto).